# Screen Actors Guild Awards 2007
La tredicesima cerimonia del Premio SAG si è svolta il 28 gennaio 2007 allo Shrine Exposition Center di Los Angeles.

## Cinema

### Migliore attore protagonista
- Forest Whitaker – L'ultimo re di Scozia (The Last King of Scotland)
- Leonardo DiCaprio – Blood Diamond
- Ryan Gosling – Half Nelson
- Peter O'Toole – Venus
- Will Smith – La ricerca della felicità (The Pursuit of Happyness)

### Migliore attrice protagonista
- Helen Mirren – The Queen - La regina (The Queen)
- Penélope Cruz – Volver
- Judi Dench – Diario di uno scandalo (Notes on a Scandal)
- Meryl Streep – Il diavolo veste Prada (The Devil Wears Prada)
- Kate Winslet –  Little Children

### Migliore attore non protagonista
- Eddie Murphy – Dreamgirls
- Alan Arkin – Little Miss Sunshine
- Leonardo DiCaprio – The Departed
- Jackie Earle Haley – Little Children
- Djimon Hounsou – Blood Diamond

### Migliore attrice non protagonista
- Jennifer Hudson – Dreamgirls
- Adriana Barraza –  Babel
- Cate Blanchett – Diario di uno scandalo
- Abigail Breslin – Little Miss Sunshine
- Rinko Kikuchi – Babel

### Miglior cast
- Little Miss Sunshine
Alan Arkin, Abigail Breslin, Steve Carell, Toni Collette, Paul Dano, Greg Kinnear
- Babel
Adriana Barraza, Cate Blanchett, Gael García Bernal, Rinko Kikuchi, Brad Pitt, Kōji Yakusho
- Bobby
Harry Belafonte, Joy Bryant, Nick Cannon, Emilio Estevez, Laurence Fishburne, Brian Geraghty, Heather Graham, Anthony Hopkins, Helen Hunt, Joshua Jackson, David Krumholtz, Ashton Kutcher, Shia LaBeouf, Lindsay Lohan, William H. Macy, Svetlana Metkina, Demi Moore, Freddy Rodríguez, Martin Sheen, Christian Slater, Sharon Stone, Jacob Vargas, Mary Elizabeth Winstead, Elijah Wood
- The Departed
Anthony Anderson, Alec Baldwin, Matt Damon, Leonardo DiCaprio, Vera Farmiga, Jack Nicholson, Martin Sheen, Mark Wahlberg, Ray Winstone
- Dreamgirls
Hinton Battle, Jamie Foxx, Danny Glover, Jennifer Hudson, Beyoncé Knowles, Sharon Leal, Eddie Murphy, Keith Robinson, Anika Noni Rose

## Televisione

### Migliore attore in un film televisivo o miniserie
- Jeremy Irons – Elizabeth I
- Thomas Haden Church – Broken Trail - Un viaggio pericoloso (Broken Trail)
- Robert Duvall – Broken Trail - Un viaggio pericoloso
- William H. Macy – Incubi e deliri
- Matthew Perry – The Ron Clark Story

### Migliore attrice in un film televisivo o miniserie
- Helen Mirren – Elizabeth I
- Annette Bening – Mrs. Harris
- Shirley Jones – Hidden Places
- Cloris Leachman – Mrs. Harris
- Greta Scacchi – Broken Trail - Un viaggio pericoloso

### Migliore attore in una serie drammatica
- Hugh Laurie – Dr. House - Medical Division (House M.D.)
- James Gandolfini – I Soprano (The Sopranos)
- Michael C. Hall – Dexter
- James Spader – Boston Legal
- Kiefer Sutherland – 24

### Migliore attrice in una serie drammatica
- Chandra Wilson – Grey's Anatomy
- Patricia Arquette – Medium
- Edie Falco – I Soprano
- Mariska Hargitay –  Law & Order - Unità vittime speciali (Law & Order: Special Victims Unit)
- Kyra Sedgwick – The Closer

### Migliore attore in una serie commedia
- Alec Baldwin – 30 Rock
- Steve Carell – The Office
- Jason Lee – My Name Is Earl
- Jeremy Piven – Entourage
- Tony Shalhoub – Detective Monk (Monk)

### Migliore attrice in una serie commedia
- America Ferrera – Ugly Betty
- Felicity Huffman – Desperate Housewives
- Julia Louis-Dreyfus – La complicata vita di Christine (The New Adventures of Old Christine)
- Megan Mullally – Will & Grace
- Mary-Louise Parker – Weeds
- Jaime Pressly – My Name Is Earl

### Migliore cast in una serie drammatica
- Grey's Anatomy
Justin Chambers, Eric Dane, Patrick Dempsey, Katherine Heigl, T.R. Knight, Sandra Oh, James Pickens Jr., Ellen Pompeo, Sara Ramírez, Kate Walsh, Isaiah Washington, Chandra Wilson
- 24
Jayne Atkinson, Jude Ciccolella, Roger R. Cross, Gregory Itzin, Louis Lombardi, James Morrison, Glenn Morshower, Mary Lynn Rajskub, Kim Raver, Jean Smart, Kiefer Sutherland
- Boston Legal
René Auberjonois, Candice Bergen, Craig Bierko, Julie Bowen, William Shatner, James Spader, Mark Valley
- Deadwood
Jim Beaver, Powers Boothe, Sean Bridges, W. Earl Brown, Dayton Callie, Brian Cox, Kim Dickens, Brad Dourif, Anna Gunn, John Hawkes, Jeffrey Jones, Paula Malcomson, Gerald McRaney, Ian McShane, Timothy Olyphant, Molly Parker, Leon Rippy, William Sanderson, Brent Sexton, Bree Sheanna Wall, Robin Weigert, Titus Welliver
- I Soprano
Sharon Angela, Lorraine Bracco, Max Casella, Dominic Chianese, Edie Falco, James Gandolfini, Joseph R. Gannascoli, Dan Grimaldi, Robert Iler, Michael Imperioli, Steve Schirripa, Jamie-Lynn Sigler, Tony Sirico, Aida Turturro, Maureen Van Zandt, Steven Van Zandt, Frank Vincent

### Migliore cast in una serie commedia
- The Office
Leslie David Baker, Brian Baumgartner, Steve Carell, David Denman, Jenna Fischer, Kate Flannery, Melora Hardin, Mindy Kaling, Angela Kinsey, John Krasinski, Paul Lieberstein, B. J. Novak, Oscar Nuñez, Phyllis Smith, Rainn Wilson
- Desperate Housewives
Andrea Bowen, Mehcad Brooks, Richard Burgi, Ricardo Antonio Chavira, Marcia Cross, James Denton, Teri Hatcher, Josh Henderson, Zane Huett, Felicity Huffman, Kathryn Joosten, Nashawn Kearse, Brent Kinsman, Shane Kinsman, Joy Lauren, Eva Longoria, Kyle MacLachlan, Laurie Metcalfe, Shawn Pyfrom, Doug Savant, Dougray Scott, Nicollette Sheridan, Brenda Strong, Kiersten Warren, Alfre Woodard
- Entourage
Kevin Connolly, Kevin Dillon, Jerry Ferrara, Adrian Grenier, Rex Lee Lloyd, Debi Mazar Shauna, Jeremy Piven, Perrey Reeves
- Ugly Betty
Alan Dale, America Ferrera, Mark Indelicato, Ashley Jensen, Eric Mabius, Becki Newton, Ana Ortiz, Tony Plana, Stelio Savante, Kevin Sussman, Michael Urie, Vanessa Williams
- Weeds
Martin Donovan, Alexander Gould, Allie Grant, Indigo Vaneeta, Justin Kirk, Romany Malco, Andy Milder, Kevin Nealon, Maulik Pancholy, Mary-Louise Parker, Hunter Parrish, Tonye Patano, Elizabeth Perkins, Eden Sher

## SAG Annual Life Achievement Award
- Julie Andrews